# Pliocardia crenulomarginata
Pliocardia crenulomarginata is een tweekleppigensoort uit de familie van de Vesicomyidae. De wetenschappelijke naam van de soort is voor het eerst geldig gepubliceerd in 2002 door Okutani, Kojima & Iwasaki.